# Ashburn (Missouri)
Pour les articles homonymes, voir Ashburn.
Ashburn est un village situé au nord-est du comté de Pike, dans le Missouri, aux États-Unis,.

## Démographie
Lors du recensement de 2010, le village comptait une population de 52 habitants.

### Source de la traduction
- (en) Cet article est partiellement ou en totalité issu de l’article de Wikipédia en anglais intitulé « Ashburn, Missouri » (voir la liste des auteurs).